# Deja Vu (canción de Post Malone)
«Deja Vu» es una canción del rapero estadounidense Post Malone con el cantante canadiense Justin Bieber como artista invitado. Fue lanzada a través de Republic Records como el cuarto sencillo del álbum debut de Post Malone, Stoney, el 9 de septiembre de 2016. Fue la primera colaboración entre los dos artistas, que escribieron la canción junto a Matthew Tavares, Kaan Güneşberk, FKi 1st, Louis Bell, Carl Rosen, Julkeyz y con los productores Frank Dukes y Vinylz .

## Historia
Antes de colaborar, Malone actuó como artista invitadoel concierto de Bieber en el Purpose World Tour, para apoyar el cuarto álbum de estudio de Bieber, Purpose (2015), que llevó a los dos artistas a desarrollar una amistad. Malone estaba a mitad de la grabación cuando el productor de Stoney, Frank Dukes, le tocó una instrumental inacabada que se le había ocurrido. En enero de 2016, Bieber visitó a Malone en el estudio, que escuchó el ritmo y quiso participar en la canción. Bieber terminó grabando su voz, lo que se convertiría en la versión final de "Deja Vu", con él y Malone intercambiando ideas. Después de que Bieber terminó, Malone junto las grabaciones con la ayuda de Bell y los demás que estuvieron involucrados. Bell se refirió a la sesión como una situación de alta presión que "lo mantuvo alerta" mientras diseñaba y grababa la canción. "Deja Vu" se filtró en línea un día antes de su lanzamiento oficial.

## Composición y letra
"Deja Vu" es una canción pop relajada con un ritmo R&B que incluye "riffs de guitarra desafinados y melancólicos". Empieza con un órgano de iglesia que acompaña la canción.   Varios críticos hicieron comparaciones con " Hotline Bling " de Drake en cuanto al sonido de la canción. En particular, David Renshaw de The Fader dijo que "tiene un ritmo casi al estilo 'Hotline Bling'", mientras que Madeline Roth de MTV News, Danny Schwartz de HotNewHipHop y Colin Stutz de Billboard notaron similitudes entre las dos con el comienzo de la canción.  En una comparación diferente, Dana Getz de Entertainment Weekly escribió que "presenta un ritmo lento y efervescente con inflexiones de cha-cha similar a una versión más somnolienta de One Dance de Drake. "Deja Vu" trata de un amor intermitente en el que "Malone canta versos lentos y enfermizos".   Un eco acompaña a Malone y Bieber mientras cantan el estribillo, y este último repite antes de cantar su verso: "Tell me is that deja vu? / 'Cause you want me and I want you".